# ハビブ・モハメド
ハビブ・モハメド（Habib Mullah Mohamed、1983年12月10日 - ）は、ガーナの元サッカー選手。元ガーナ代表。ポジションはディフェンダー。

## 来歴
2006年5月に親善試合でガーナ代表デビュー。その直後の2006 FIFAワールドカップでは2試合に出場した。2007年までに通算8試合に出場した。

## 代表歴

### 出場大会
- ガーナ代表
  - 2006 FIFAワールドカップ

### 試合数
- 国際Aマッチ 8試合 0得点（2006年-2007年）[1]

| ガーナ代表 | 国際Aマッチ | 国際Aマッチ |
| 年         | 出場        | 得点        |
| ---------- | ----------- | ----------- |
| 2006       | 7           | 0           |
| 2007       | 1           | 0           |
| 通算       | 8           | 0           |